# 公园广场

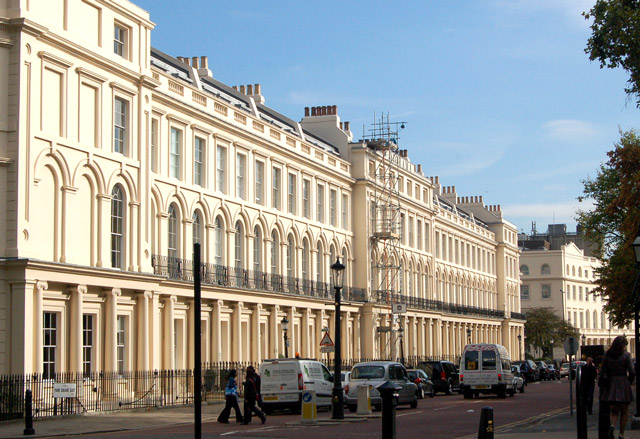

公园广场（Park Square）是伦敦最大的私人广场之一，位于摄政公园以北。大部分属于西敏市，而东部属于卡姆登区.。广场周围是优雅的联排住宅，由建筑师约翰·纳什建于1823年至1824年。
广场的南面是摄政公园站。广场的中心是公园广场花园。
广场上的悬铃木种植于1817年，以纪念1815年滑铁卢战役的胜利。同样有趣的是北美鹅掌楸。